# Zinetula Biljaletdinov
Zinetula Chajdarovitj Biljaletdinov (ryska: Зинетула Хайдарович Билялетдинов), född 13 mars 1955 i Moskva, Ryska SFSR, Sovjetunionen, är en rysk  före detta ishockeyback, ishockeytränare och sedan 2011 huvudansvarig för ryska landslaget. Biljaletdinov är sexfaldig världsmästare och olympisk guld- och silvermedaljör.

## Karriär
Under hela sin karriär spelade Zinetula Biljaletdinov som back för HK Dynamo Moskva. Totalt gjorde han 63 mål på 588 matcher i Superligan, den sovjetiska ishockeyligan. Den 20 augusti 1976 debuterade Biljaletdinov för Sovjetunionen i en match mot Sverige. Zinetula Biljaletdinovs internationella karriär kröntes med guldmedaljen vid OS 1984. Fyra år tidigare vann han en silvermedalj. Biljaletdinov deltog i sex världsmästerskap i ishockey, 1978, 1979, 1981, 1982, 1983 och 1986. År 1978 blev han invald i Master sporta. Biljaletdinovs sista landskamp spelade han den 2 februari 1988.
1988 blev Biljaletdinov assisterande tränare i Dynamo Moskva i Superligan. Säsongerna 1993/1994 till 1996/1997 var Biljaletdinov assisterande tränare i NHL och AHL i lagen Winnipeg Jets, Springfield Falcons och Phoenix Coyotes. 1997 återvände Zinetula Biljaletdinov som huvudtränare för Dynamo Moskva och som assisterande coach för ryska landslaget. 2001/2002 var Biljaletdinov huvudtränare i NLA-laget HC Lugano. Zinetula Biljaletdinov var även huvudtränare för ryska landslaget under World Cup i ishockey 2004. Han återvände som tränare i Ryssland i Ak Bars Kazan 2005, en anställning han hade till säsongen 2011/2012 då han återvände som huvudtränare för ryska landslaget.

## Privatliv
Zinetula Biljaletdinov är farfar till ishockeyspelaren Aleksandr Romanov som spelar för Montreal Canadiens i National Hockey League (NHL).

## Meriter
- 1984 Guldmedalj i OS
- 1980 Silvermedalj i OS
- 1974 JVM-guld
- Världsmästare i ishockey 1978, 1979, 1981, 1982, 1983, 1986.
- 1987 Silvermedalj i VM
- 1985 Bronsmedalj i VM

## Utmärkelser
- Dekoration av Sovjetunionen (1978, 1981)
- Order of Friendship av Peoples (1984)
- Orden "För förtjänster till Republiken Tatarstan" (2009)
- Medal of honor i Ryssland (2011)